# Monnina pseudopilosa
Monnina pseudopilosa är en jungfrulinsväxtart som beskrevs av Ramón Alejandro Ferreyra. Monnina pseudopilosa ingår i släktet Monnina och familjen jungfrulinsväxter. Inga underarter finns listade i Catalogue of Life.